# Florvåg på Askøy
Florvåg este o localitate din comuna Askøy, provincia Hordaland, Norvegia.